# 張永仁
張永仁是台灣的漫畫家，有浪漫派靦腆小生之稱。出生於高雄，曾居於台南，現居於台北。
代表作為《神器王》。

## 簡歷
- 2000年 - 以〈我只在乎你〉獲得第10屆東立漫畫新人獎第1名而正式出道。
- 2003年 - 以《獵魔人》獲得92年度行政院新聞局劇情漫畫獎。
- 2003年 - 以〈神乎奇機〉開始於《龍少年》連載。
- 曾職於頑石創意股份有限公司。

## 作品一覽

### 短篇漫畫
- 我只在乎你

### 長篇漫畫
- 抓鬼專家（刊載於寶島少年）
- 獵魔人
- 神乎其機（刊載於龍少年）
- 神器王（刊載於龍少年）
- 封魔藏（刊載於龍少年）

### 單行本
- 抓鬼專家（全1集）
- 獵魔人（全1集）
- 神乎其機（全1集）
- 神器王（全5集）
- 封魔藏（全2集）

## 外部連結
- 漫畫家張永仁介紹 （页面存档备份，存于）